# Евзеров, Владимир Эдуардович
Владимир Эдуардович Евзеров (род. 19 февраля 1954 года, Черкассы, УССР, СССР) — советский и российский композитор и певец, Заслуженный артист Российской Федерации (2004).
В мае 2014 года президент Российского Фонда мира Леонид Слуцкий вручил Владимиру Евзерову «Золотую медаль» РФМ за миротворческую деятельность и благотворительность.

## Биография
Учился одновременно в общеобразовательной и музыкальной школах. В начале 1970-х годов поступил в Ульяновский строительный техникум, стал активно заниматься музыкой, участвовать в художественной самодеятельности. За время участия в разных коллективах занял 1-е места по городу Ульяновску и Ульяновской области (с ВИА «Горожане»), городу Нижневартовску, Ханты-Мансийскому округу и Тюменской области (с ВИА «Вартовчане»)  
Перебравшись в Москву, окончил Московскую академию культуры, трудился заведующим музыкальной частью в театре-студии»Драматург». Начал писать музыку, но долгое время складывал её «в стол». Начинал писать песни, работая над стихами поэтов-классиков — Анны Ахматовой, Бориса Пастернака, Марины Цветаевой, Николая Минского, Арсения Несмелова, вагантов, Роберта Бёрнса, классических поэтов Востока. 
Как композитор известность получил лишь после знакомства с Валерием Леонтьевым, который стал исполнять его песни. В реперутаре Леонтьева более 40 песен  Евзерова. Впоследствии песни Евзерова вошли в репертуар таких артистов, как Иосиф Кобзон, София Ротару, Николай Басков, Филипп Киркоров, Николай Караченцов, Любовь Успенская, Вадим Казаченко, Тамара Гвердцители, Азиза, Витас, Ефим Шифрин, Екатерина Шаврина, Надежда Крыгина, Марк Тишман, Хор Турецкого, Сопрано Турецкого, Ирина Дубцова, Евгений Дятлов, Евгений Южин, Евгений Анегин, Александр Рублёв, Анна Резникова, Александр Андрианов. Кроме того, Владимир Евзеров и сам исполняет свои песни, сотрудничает с Николаем Денисовым, Николаем Зиновьевым, Игорем Кохановским, Сергеем Алихановым, Юрием Баладжаровым,Сергеем Калиостро, Марией Шемяковой, Петром Кузнецовым,Владимиром Ильичёвым,Алексеем Молодцовым,Юрием Габдрахимовым,Андреем Коровиным и другими поэтами. Помимо песен пишет также гимны, посвящения, иные произведения. 
Владимир Евзеров провёл два больших творческих вечера — в феврале 2007 года в Государственном театре оперетты и 24 февраля 2014 года в Государственном Кремлёвском Дворце (продюсер последнего — Хизри Байтазиев).
```
Живёт и работает в 
Москве
.
```

## Избранные песни
- «Он не мог иначе» (слова Юрия Баладжарова) исполняет Алексей Хвацкий (песня посвящена Герою России старшему лейтенанту Александру Прохоренко, погибшему в Сирии)
- «Бьётся сердце моё» (стихи Анны Ахматовой) исполняет Азиза
- «Пожалей меня» (слова Юрия Баладжарова) исполняет Евгений Анегин
- «Настанет день» (стихи Ивана Бунина) исполняет Николай Басков
- «Молитва матери» (стихи Сергея Есенина) исполняет Николай Басков
- «Белая сирень» (стихи Марка Лисянского) исполняет Николай Басков
- «Русь» (стихи Татьяны Мясниковой) исполняет Николай Басков
- «Кружева» (слова Ю. Габдрахимова)
- «Нам не расстаться» (слова Николая Денисова)
- «Наивные люди» (слова Сергея Харина)
- «Я тебя благодарю» (слова Николая Денисова) исполняет Витас
- «Малая родина» (слова Юрия Баладжарова) исполняет Владимир Евзеров
- «Кенгуру с Гур-Гуру» (стихи Владимира Степанова) исполняет Владимир Евзеров
- «Не бывает женщин некрасивых» (стихи Владимира Степанова) исполняет Вадим Казаченко
- «Люди в погонах» (слова Николая Денисова) исполняет Николай Караченцов, Артур Вишенков
- «Дядька-сапёр» (стихи Николая Зиновьева) исполняет Николай Караченцов
- «Маленькая моя» (слова Юрия Баладжарова) исполняет Филипп Киркоров
- «Любимая, кохана» (слова Юрия Баладжарова) исполняет Иосиф Кобзон
- «Виктория» (слова Николая Зиновьева) исполняет Иосиф Кобзон
- «Люди гор» (стихи Магомета Мамакаева) исполняет Иосиф Кобзон
- «Виновник» (стихи Анны Ахматовой) исполняет Валерий Леонтьев
- «В ту ночь» (стихи Анны Ахматовой) исполняет Валерий Леонтьев
- «Ты не там спала, девчонка» (стихи Роберта Бёрнса) исполняет Валерий Леонтьев
- «Вышла Мэри на дорогу» (стихи Александра Блока) исполняет Валерий Леонтьев
- «Не бойся вспоминать меня» (стихи Александра Блока) исполняет Валерий Леонтьев
- «Девочка дурману наелась» (стихи Ивана Бунина) исполняет Валерий Леонтьев
- «Ветер знает» (слова Николая Денисова) исполняет Валерий Леонтьев
- «Кленовый лист» (слова Николая Денисова) исполняет Валерий Леонтьев
- «Лето любви» (слова Николая Денисова) исполняет Валерий Леонтьев
- «Ночной звонок» (слова Николая Денисова) исполняет Валерий Леонтьев
- «Рыжая девочка» (слова Николая Денисова) исполняет Валерий Леонтьев
- «Шери» (слова Николая Денисова) исполняет Валерий Леонтьев
- «Шестая жизнь» (слова Николая Денисова) исполняет Валерий Леонтьев
- «Яблочное лето» (слова Николая Денисова) исполняет Валерий Леонтьев
- «Ягодка» (слова Николая Денисова) исполняет Валерий Леонтьев
- «Грешники» (стихи Кази Назрула Ислама) исполняет Валерий Леонтьев
- «Эммануэль» (стихи Петра Кузнецова) исполняет Валерий Леонтьев
- «Зачем ты мне приснилась?» («Красавица далекая») (стихи Льва Мея) исполняет Валерий Леонтьев
- «Сны беззаботные» (стихи Николая Минского) исполняет Валерий Леонтьев
- «Волчья страсть» (стихи Арсения Несмелова) исполняет Валерий Леонтьев
- «Каждый хочет любить» (стихи Арсения Несмелова) исполняет Валерий Леонтьев
- «Свеча горела» (стихи Бориса Пастернака) исполняет Валерий Леонтьев
- «Вы меня не знаете, господа» (стихи Владимира Степанова) исполняет Валерий Леонтьев
- «Сцена» (стихи Олжаса Сулейменова) исполняет Валерий Леонтьев
- «Если ты уйдешь» (слова Сурата) исполняет Валерий Леонтьев
- «Криминаль-танго» (слова Валентина Фёдорова) исполняет Валерий Леонтьев
- «Я улетаю» (слова Марии Шемяковой) исполняет Валерий Леонтьев
- «Друзей теряют только раз…» (слова Геннадия Шпаликова) исполняют Валерий Леонтьев;
- «Помолись, дружок» (стихи Марины Цветаевой) исполняют Валерий Леонтьев; Тамара Гвердцители, Петя Буюклиева (Болгария)
- «С нами Бог!» (стихи Владимира Соловьёва) исполняют Валерий Леонтьев; Борис Моисеев
- «Милый» (стихи Марии Петровых) исполняет Марина Лях
- «Люби меня просто» (стихи Фёдора Сологуба) исполняет Рут Маккартни, Валерий Леонтьев
- «Только ты» (стихи Николая Зиновьева) исполняет Александр Малинин
- «Ангел, храни меня» (стихи Анны Ахматовой) исполняет Ника
- «Новый танец короля» (слова Николая Денисова) исполняет Александр Песков
- «Падаю и поднимаюсь» (стихи Николая Зиновьева) исполняет Беруте Питриките
- «Всё, что хочешь, дорогая» (словаЮрия Баладжарова) исполняет Серж Полянский
- «Майне либе» (слова Юрия Баладжарова) исполняет Серж Полянский
- «Всё ещё будет» (слова Юрия Баладжарова) исполняет Эдита Пьеха 31.07.2012
- «Кто в доме генерал?» (стихи Николая Денисова) исполняет Анна Резникова
- «Катрин» (слова Николая Денисова) исполняет Сергей Ростовский
- «Не думай о плохом» (слова Николая Денисова) исполняет Сергей Ростовский
- «Цветёт малина за окном» (слова Николая Денисова) исполняют София Ротару и Николай Басков
- «Заеду я на чай в субботний вечер» (слова Юрия Баладжарова) исполняет Александр Рублёв
- «Красавица Москва» (слова Николая Денисова) исполняет Александр Рублёв
- «Берегите Россию» (слова Г. Ермоленко) исполняет Александр Рублёв
- «Листья падали» (стихи Георгия Иванова) исполняет Александр Рублёв
- «Обида» (стихи Марии Петровых) исполняет Любовь Успенская
- «Я женщина» (слова Сурата) исполняет Любовь Успенская
- «Любовь бывает разной» (стихи Ольги Высотской) исполняет Екатерина Шаврина
- «Товарищ» (слова Николая Денисова) исполняет Ефим Шифрин
- «Верю и не верю» (слова Николая Денисова) исполняет Наталья Штурм
- «Я не права» (стихи Марии Петровых) исполняет Наталья Штурм
- «Ты и я» (слова Николая Денисова) исполняет дуэт «2 Юрия» (Юрий Орлов и Юрий Кононов)
- «Чайки на волне» (стихи Владимира Степанова) исполняет дуэт «2 Юрия» (Юрий Орлов и Юрий Кононов)
- «Я женщина» (ст. Сурата) — исполняет Ирина Дубцова и Любовь Успенская
- «Кленовый лист» (ст. Н. Денисова) — исп. Марк Тишман и Валерий Леонтьев
- «Сны беззаботные» (ст. Н. Минского) — исп. Евгений Дятлов и Валерий Леонтьев
- «Цветет малина» (ст. Н. Денисова) — исп. Хор Турецкого,София Ротару и Николай Басков
- «Ветер знает» (ст. Н. Денисова) исп. арт-группа «Сопрано10»
- «Черемуха» (ст. А. Барто) — исп. Надежда Крыгина
- «Всё ещё будет» (слова Юрия Баладжарова) — исп. Эдита Пьеха
- «Верю и не верю» (ст. Н. Денисова) — исп. Алена Васильева и Наталья Штурм
- «Люди гор» (ст. М. Мамакаева) — исп. Ринат Каримов
- «Вы меня не знаете, господа» (ст. В. Степанова) — исп. Валерий Леонтьев
- «Моё оружие любовь» (ст. В. Ильичева) — исп. Валерий Леонтьев
- «Вставай и иди» (ст. С. Калиостро) — исп. Валерий Леонтьев
- «Он не мог иначе» (ст. Ю. Баладжарова) — исп. Алексей Хвацкий
- «Пожалей меня» (ст. Ю. Баладжарова) — исп. Евгений Анегин
- «Я вернусь»(ст. В. Ильичева и Н. Денисова) исп. Валерий Леонтьев
- Весь репертуар певца Алика Бендерского
- «Полуночный экспресс» (ст. С. Калиостро) исп. Валерий Леонтьев
- «Никто кроме тебя»(стихи Н. Денисова)
- «Пожалей» (стихи Юрия Баладжарова) исп. Валерий Леонтьев
- «Найди меня»(стихи Николая Денисова) исп. Наталия Иванова
- «Радуйся» (стихи Николая Денисова) исп. Группа Viva
- «Пожалей»(стихи Юрия Баладжарова) исп. Валерий Леонтьев
- «Ты меня подожди»(стихи Алексея Шестернев) исп.Алик Бендерский
- «Ты иди за мной»( стихи Юрия Баладжарова) исп. Алик Бендерский
- «Рябиновая ночь»(стихи Юрий Баладжарова) исп. Алик Бендерский
- «Забудь» (стихи Хафиза) исп. Алик Бендерский
- «А я давно хотел такую» ( стихи Юрий Баладжарова ) исп. Алик Бендерский
- «А я тебя ещё люблю»( стихи Юрия Баладжарова) исп. Алик Бендерский

«Сколько нас» (стихи Владимира Ильичева) исп. Марк Орлов
«Женщина у окна» (стихи Алексея Удальцова)исп. Марк Орлов